# 장자상속
장자상속(長子相續, 영어: Primogeniture)은 법이나 관습에서, 첫번째로 태어난 적자(嫡子)가 다른 자녀나 사생아, 또는 부계 친척의 공동 상속보다 우선하여 부모의 재산의 전부 또는 대부분을 상속받을 수 있는 권리를 말한다. 대부분의 맥락에서 이 상속은 첫째 아들, 즉 장남을 대상으로 한다(부계 장자상속). 간혹 장녀의 상속(모계 장자상속)이나 성별을 가리지 않은 첫째 자녀의 상속(절대 장자상속)을 포함하기도 한다. 분할상속과 대비된다.

## 같이 보기
- 상속
- 왕위 계승